# Sandro Zambetti
Sandro Zambetti (Ranzanico, 4 settembre 1927 – Seriate, 6 giugno 2014) è stato un giornalista e critico cinematografico italiano.

## Biografia
Dopo la laurea in lettere a Milano, inizia a lavorare a l'Eco di Bergamo giovanissimo, diventando redattore capo e critico cinematografico negli anni dal 1948 al 1961. Negli anni sessanta collabora anche al quindicinale "Politica" e al settimanale "Sette giorni in Italia e nel Mondo".
Dal 1961 scrive sul mensile Cineforum, di cui diventa il direttore nel 1970, contribuendo al cambiamento politico/culturale della rivista, carica che mantiene fino al 2009. È stato anche Presidente della Federazione italiana cineforum (dal 1968 al 1978), e ha fondato e diretto il Festival Bergamo Film Meeting e la Fondazione Alasca di Bergamo, di cui è stato Presidente.